# National Tennis Centre
O National Tennis Centre do Reino Unido em Roehampton, no sudoeste de Londres, é o centro de treinamento de alto desempenho da Lawn Tennis Association (LTA). Foi inaugurado oficialmente pela rainha Elizabeth II em 29 de março de 2007. O chefe executivo do centro é Roger Draper.
O centro tem 16 quadras ao ar livre, cobrindo todas as superfícies do Grand Slam, seis quadras cobertas, um ginásio e instalações médicas e científicas do esporte. Também abriga a administração da LTA, que anteriormente era baseada no Queen's Club [en] em West Kensington [en].

## Construção
O National Tennis Center foi construído em resposta a uma revisão de 1999 da LTA sobre as razões de seu fracasso contínuo em produzir tenistas de classe mundial (os únicos jogadores britânicos de ambos os sexos a chegar ao top 50 mundial na década de 1990 foram Tim Henman, que não surgiu pelo sistema LTA, e Greg Rusedski, que aprendeu a jogar no Canadá [en]). Foi inspirado pelos centros nacionais de tênis nas nações mais bem-sucedidas no esporte como: França, Bélgica, Espanha, Itália, Suíça e Estados Unidos e serve como foco para jogadores e treinadores de alto desempenho.
Anteriormente, as instalações de treinamento de elite da LTA ficavam no Queen's Club, mas foram consideradas inadequadas para esse propósito e o Queen's é mais conhecido como um clube social para londrinos ricos do que como um centro de excelência esportiva. A LTA vendeu o Queen's Club de volta aos membros do clube. A localização no sudoeste de Londres foi escolhida porque fica perto do All England Club, sede do Torneio de Wimbledon, e muitos dos principais jogadores britânicos moram na área.
O National Tennis Center foi projetado pela Hopkins Architects [en], os designers da Portcullis House.
O "Sport Canopy" ganhou o British Construction Industry Awards [en] em 2011.
O Centro foi criticado por não produzir tenistas de classe mundial e desperdício financeiro.
O centro foi fechado em setembro de 2014. Sob o novo modelo supervisionado pelo executivo-chefe do LTA, Michael Downey, o NTC permaneceria como sede administrativa da organização, mas os jogadores de elite deveriam usar apenas as 22 quadras para treinamentos ocasionais.